# Jon Dette
Jon Dette est un batteur de thrash metal américain né le 19 avril 1970.

## Biographie
Il fut connu des 1994, dans le groupe Testament, en tournant avec le groupe. Ensuite de 1996 à 1997, il fit partie de Slayer.
Dans les années 2000, il montera son groupe Killing Machine.
Il fait partie de Anthrax de 2012 à 2013, et à nouveau de Slayer en 2013.
Il est batteur de Heathen depuis 2013.